# Ageratina crassiramea
Ageratina crassiramea), vrsta je grma ili drveta iz porodice glavočika, nekada uključuvan u vlastiti rod Pachythamnus. Raširen je po Meksiku i Srednjoj Americi: Meksiko (Chiapas, Guerrero, Jalisco, México, Michoacan, Morelos, Oaxaca, Veracruz); Gvatemala; Salvador; Honduras; Nikaragva.

## Opis
Rod Pachythamnus uključuje jednu vrstu južnog Meksika koja ima poseban drvenasti habitus kod kojeg su zadebljale stabljike bez lišća tijekom cvatnje. Uvršten je u Eupatorium zbog svoje 5-rebraste cipsele i papusa od čekinja, ali se razlikuje po svojim golim stilovima. Iako je uspoređivan s Ageratinom, molekularni podaci ukazuju na bliži odnos s Neomirandeom.

## Sinonimi
- Eupatorium crassirameum B.L.Rob.; Proc. Amer. Acad. Arts 35: 332 (1900)
- Pachythamnus crassirameus (B.L.Rob.) R.M.King & H.Rob.; Phytologia 23: 154 (1972)